# 狼師
狼師，是指對學生做出性騷擾及性侵害行為的教師，不適用教師法所規定的任期保障，還有被控告刑案的可能，但有一部分狼師“幸運”的獲得隱匿的保障，暫時享受教師法定職位待遇資格一段時間。
中華民國教育部正在制定新的規定，未來包庇或隱匿不報者，將解聘後終身不錄用。